# Naissance en 1168
Naissance
- 1164
- 1165
- 1166
- 1167
- 1168
- 1169
- 1170
- 1171
- 1172

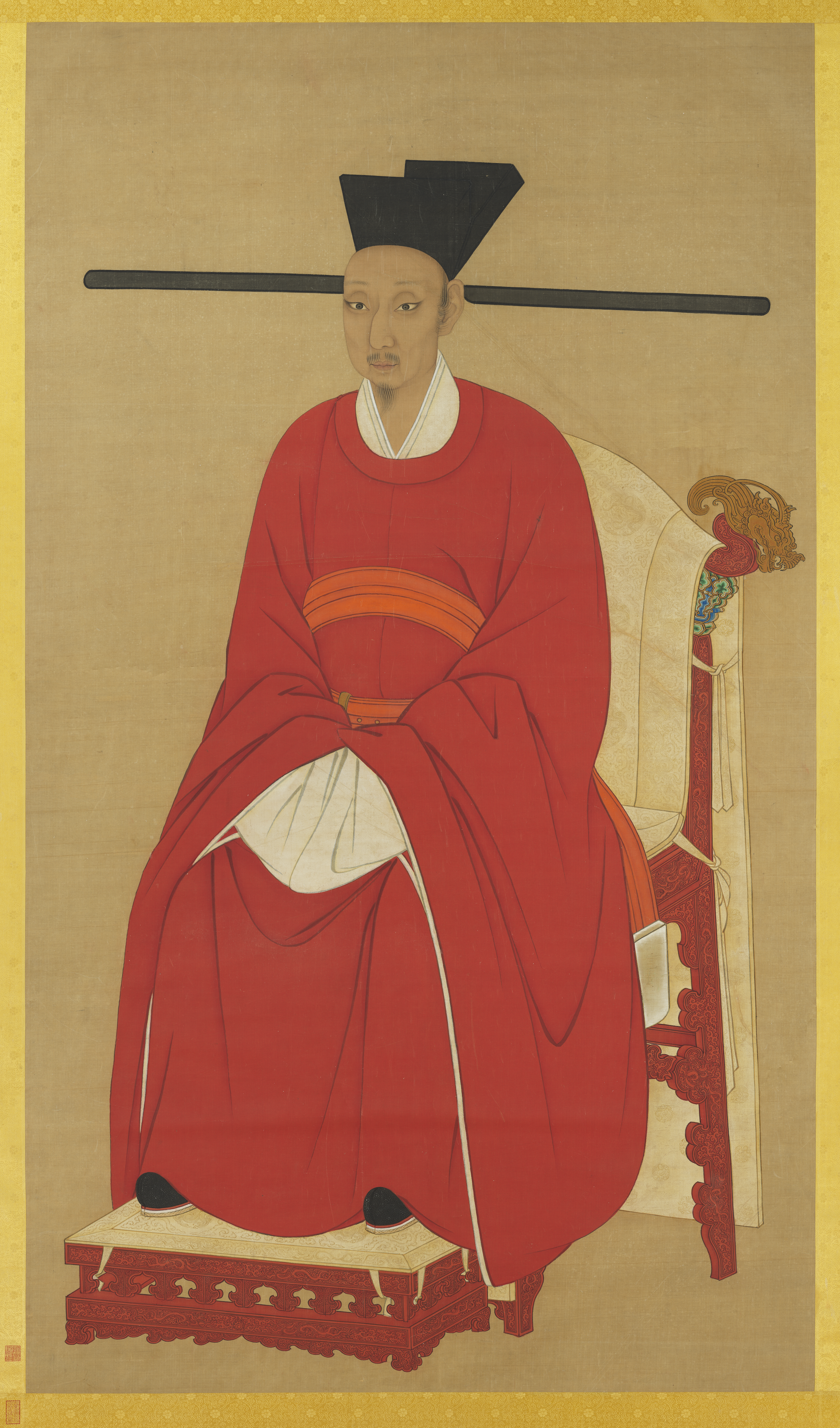
Song Ningzong, né en 1168.

Cette page dresse une liste de personnalités nées au cours de l'année 1168 :
- Giovanni Bono, acteur italien devenu ermite.
- Guillaume V de Nevers, comte de Nevers, d'Auxerre et de Tonnerre.
- Rodolphe II l'Ancien, landgrave de Haute-Alsace.
- Juhel III de Mayenne, seigneur de Mayenne et de Dinan.
- Robert Ier de Courtenay-Champignelles, seigneur de Champignelles, de Château-Renard en partie (Loiret), de Charny (Yonne), de Champignolles, de Conches, de Nonancourt (Eure) et de Mehun-sur-Yèvre (Cher) et bouteiller du roi de France.
- Song Ningzong, treizième empereur de la dynastie Song, et le quatrième des Song du Sud.

## Crédit d'auteurs
- Cet article est partiellement ou en totalité issu de l'article intitulé « 1168 » (voir la liste des auteurs).